# Hynek Fajmon

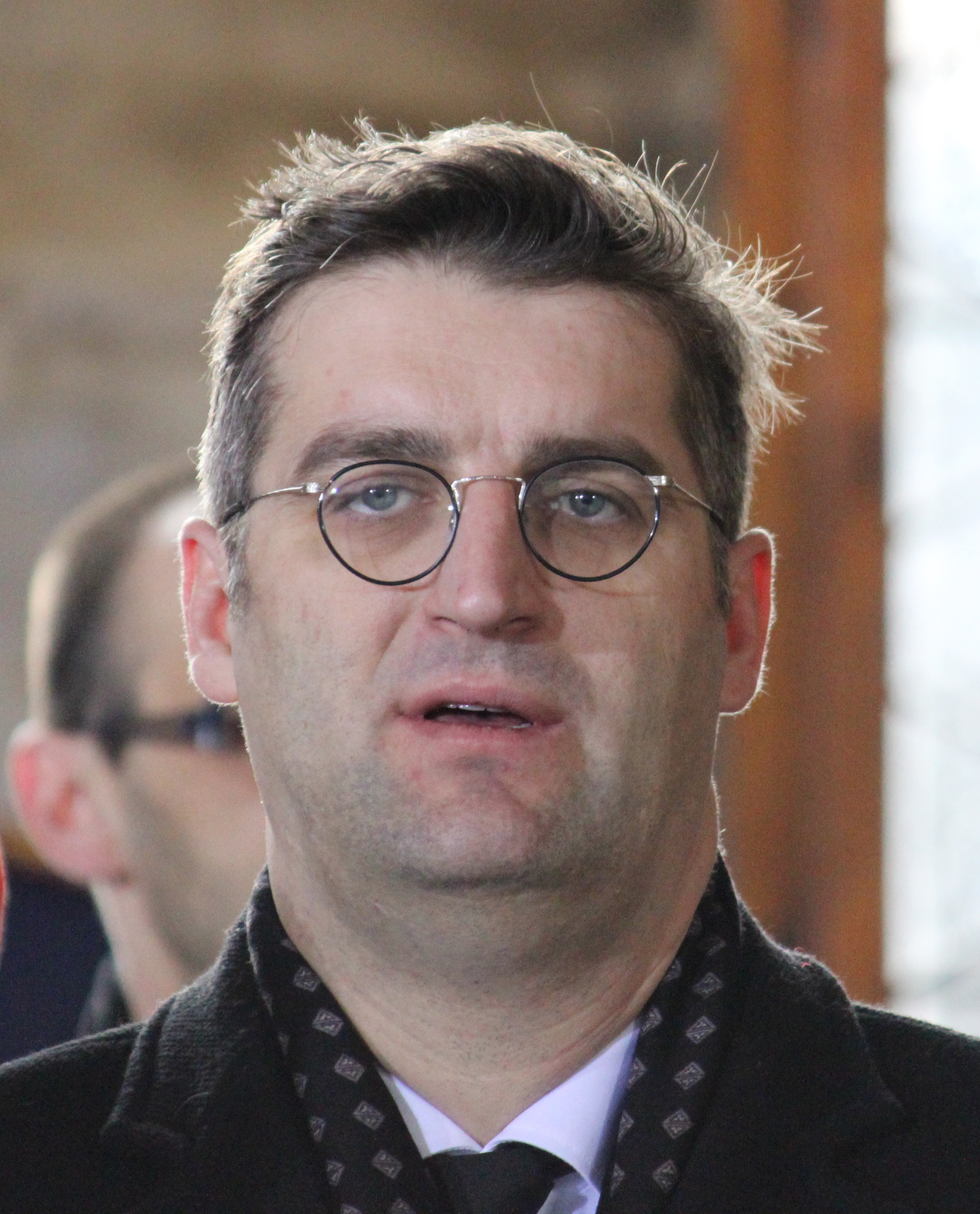
Hynek Fajmon

Hynek Fajmon (* 17. Mai 1968 in Nymburk) ist ein tschechischer Politiker und  war von 2004 bis 2014 Mitglied des Europäischen Parlaments für die Občanská demokratická strana, als Mitglied der Fraktion der Europäischen Volkspartei und Europäischer Demokraten.

## Leben
Fajmon erhielt 1992 seinen Magister an der Philosophischen Fakultät der Karls-Universität in Prag. Später besuchte er die Diplomatische Akademie Wien sowie die London School of Economics und war 1994 bis 1997 als Diplomat tätig. 1998 fungierte er als Berater des Verteidigungsministers in Fragen die NATO betreffend.
Fajmon politische Karriere begann 1990, als er Mitglied der Stadtvertretung von Lysá nad Labem wurde, ein Amt, das er immer noch bekleidet. 1991 wurde er Mitglied der Občanská demokratická strana und gehört seit 2001 dem Exekutivrat der Partei an. Nachdem Fajmon seit 1996 Mitglied des Rates von Lysá nad Labem ist, war er 1998 bis 2001 Bürgermeister der Stadt.
2001 bis 2004 gehörte Fajmon dem tschechischen Abgeordnetenhaus an. Dort war er im selben Zeitraum Mitglied des Ausschusses für europäische Integration. Ab 2003 war Fajmon überdies Beobachter im Europäischen Parlament.
Von 2004 bis 2014 war Fajmon im Zuge des EU-Beitritts Tschechiens Mitglied des Europäischen Parlaments.

### Privates
Fajmons Schwester Štěpánka Bystroňová ist mit dem deutschen AfD-Politiker und Bundestagsabgeordneten Petr Bystron verheiratet.

## Derzeitige Posten als MdEP
- Mitglied im Ausschuss für Landwirtschaft und ländliche Entwicklung
- Mitglied in der Delegation für die Beziehungen zu Israel
- Mitglied in der Delegation in der Parlamentarischen Versammlung der Union für den Mittelmeerraum
- Stellvertreter im Haushaltsausschuss[2]